# Veliki Skočaj
Veliki Skočaj horvát falu Bosznia-Hercegovinában, Bihács községben, a Bosznia-hercegovinai Föderáció Una-Szanai kantonjában. 

## Fekvése
Bihácstól légvonalban 6, közúton 15 km-re délre, a horvát határ mentén, a Dobrenica-patak völgye feletti fennsíkon fekszik. Korábban Horvátországhoz, de a második világháború utáni határváltozások után Bosznia-Hercegovina területére esett.

## Népessége
| Nemzetiségi csoport | Népesség 1991 | Népesség 2013 |
| ------------------- | ------------- | ------------- |
| Szerb               | 3             | 0             |
| Bosnyák             | 0             | 1             |
| Horvát              | 316           | 55            |
| Jugoszláv           | 2             | 0             |
| Egyéb               | 2             | 0             |
| Összesen            | 323           | 56            |

## Története
A zavaljei plébánia területe az ún „Novoselija” Lika legnagyobb részével ellentétben nem 1689-ben szabadult fel fel, hanem 1791-ig török fennhatóság alatt maradt. A falu területe az 1791-es szisztovói békével került a Habsburg Birodalomhoz, amikor Törökország kiürítette az akkori osztrák határmente sekély zónáját. Ez a zóna Cetinjétől Srb területéig terjedt, szélessége 15-20 kilométer volt. A zóna muzulmán lakossága a mai Bihács környékére költözött, a kisszámú nem muszlim lakosság egy részével együtt. Helyükre likai telepesek érkeztek, akik katolikus és ortodox vallásúak is voltak. A horvátok között voltak ősi bunyevacok Krmpotból és Ličből, Kranjacik a Gorski Kotar kaj nyelvjárású részeiről, valamint régi likaiak. A horvátok egyik nagyon sajátos csoportja a „megkeresztelt törökök”, akik Lika azon iszlám lakosságának leszármazottai voltak, akik az 1689-es felszabadulás után nem hagyták el a lakóhelyüket, hanem elfogadták a katolikus hitet. Lika középső részének lakói a Plješevica-hegy alatti erődítmény mellett telepedtek le. 1874-ben megnyílt a falu első iskolája, melynek első tanítója az otocsáni Ivan Devčić volt. 1878-ban a katonai határőrvidék megszüntetésével Lika-Korbava vármegye Korenicai járásának része lett. 1912-ben felépült a falu temploma.
1918-ban az új Szerb-Horvát Szlovén Királyság része lett. Az 1921-es népszámlálás szerint Zavalje község (Veliki és Mali Skočaj, Međudražje, Zavalje, Veliki és Mali Baljevac falvakkal) a Korenicai járáshoz tartozott, és 3024 lakosa volt, ebből 2565 horvát és 459 szerb. 1925-ben az új közigazgatási felosztásban a Száva banovina Korenicai járásához tartozott.
A második világháborúban sok lakos veszett oda. 1947-ben a szomszédos horvát falvakkal együtt Bosznia-Hercegovinához csatolták. Az 1950-es években tovább folytatódott az elvándorlás. A helyiek, bár 1947 óta Bosznia-Hercegovinához tartoznak ma is likainak tartják magukat. Az Assisi Szent Ferenc plébánia, amelyhez a falu tartozik, ma is a horvát Gospić-Zenggi egyházmegye része. 1994 novemberében a zavaljei plébánia összes faluját felgyújtották. A plébánia népét elüldözték, a plébániatemplomot megrongálták. 1995 augusztusában, amikor a horvát hadsereg felmentette az ostromlott Bihácsot, a zavaljei plébánia területe is felszabadult a megszállás alól.

## Nevezetességei
A Lourdes-i Szűzanya tiszteletére szentelt római katolikus temploma 1912-ben épült, majd később a sekrestye és a harangtorony is hozzá lett építve. A templomot csetnikek gyújtották fel 1994-ben. Minden leégett, és csak a csupasz falak maradtak. A háború utáni években azonban Skočaj lakossága, különösen a kitelepítettek, Milo Mlinarić Piranov vezetésével, visszaadták a templom régi pompáját. 2018 őszén ismét átalakították a sekrestyét, és reményeik szerint a templom területén és a harangtoronyban is folytatódnak majd a munkálatok.